# Bataille de Giglio
Ne doit pas être confondu avec Bataille de Meloria du 6 août 1284 entre la république de Gênes et la république de Pise.
Guerres entre guelfes et gibelins
Batailles
1150 – 1200
- Vernavola (1154)
- Spolète (1155)
- Tortone (1155)
- Milan (1158)
- Siziano (1159)
- Crema (1159)
- Carcano (1160)
- Milan (1162)
- Prataporci (1167)
- Alexandrie (1174-1175)
- Legnano (1176)

1201 – 1250
- Calcinato (1201)
- Casei Gerola (1213)
- Cortenuova (1237)
- Brescia (1238)
- Faenza (1239)
- Giglio (1241)
- Viterbe (1243)
- Parme (1248)
- Fossalta (1249)
- Cingoli (1250)

1251 – 1300
- Bataille de Montebruno (1255)
- Cassano (1259)
- Montaperti (1260)
- Bénévent (1266)
- Tagliacozzo (1268)
- Colle (1269)
- Roccavione (1275)
- Desio (1277)
- Forlì (1282)
- Pieve al Toppo (1288)
- Campaldino (1289)

1301 – 1350
- Pavie (1302)
- La Lastra (1304)
- Milan (1311)
- Soncino (1312)
- Gaggiano (1313)
- Rho (1313)
- Ponte San Pietro (1313)
- Scrivia (1315)
- Montecatini (1315)
- Pavie (1315)
- Sestri (1318)
- Bardi (1321)
- Mirandola (1321)
- Gorgonzola (1323)
- Vaprio d'Adda (1324)
- Altopascio (1324)
- Zappolino (1325)
- San Felice (1332)
- San Quirico (1341)
- Gamenario (1345)

1351 – 1402
- Mirandola (1355)
- Casorate (1356)
- Solara (1356)
- Alexandrie (1391)
- Casalecchio (1402)

La bataille navale de Giglio est un affrontement militaire entre une flotte de l'empereur du Saint-Empire romain germanique Frédéric II et une flotte de la république de Gênes en mer Tyrrhénienne. Elle a eu lieu le vendredi 3 mai 1241 entre les îles de Montecristo et Giglio dans l'archipel toscan et s'est terminée par la victoire de la flotte impériale.
La cible de la flotte impériale était d'intercepter une délégation de prélats de haut rang venant de France, d'Espagne, d'Angleterre et du nord de l'Italie qui voyageaient avec la flotte génoise en route pour Rome, où le pape Grégoire IX avait convoqué un concile.

## Contexte historique
Après la victoire de Frédéric à la bataille de Cortenuova en 1237, un conflit a éclaté au printemps 1239 entre le pape et l'empereur concernant la question de la revendication impériale de la gouvernance sur les villes de la Ligue lombarde. Un conflit ouvert qui a culminé dans la deuxième excommunication de l'empereur le 20 mars 1239. À partir de là, les deux parties, ne voulant pas se compromettre, ont mené un conflit armé l'une contre l'autre, où l'empereur remporta une victoire sur les États pontificaux lors du siège de Faenza, menaçant de plus en plus la position du pape.
À l'automne 1240, le pape envoya aux dignitaires de l'Église d'Italie, de Sicile, d'Allemagne, de France, d'Espagne et de Hongrie une invitation pour un concile qui devrait se tenir à la Pâques de 1241 à Rome pour discuter des prochaines étapes de l'Église contre l'empereur. En tant que roi de Sicile, Frédéric II pouvait facilement réprimer la participation des prélats siciliens, mais le clergé des autres royaumes se réunit dans les mois suivants pour se rendre à Rome.

## La Bataille

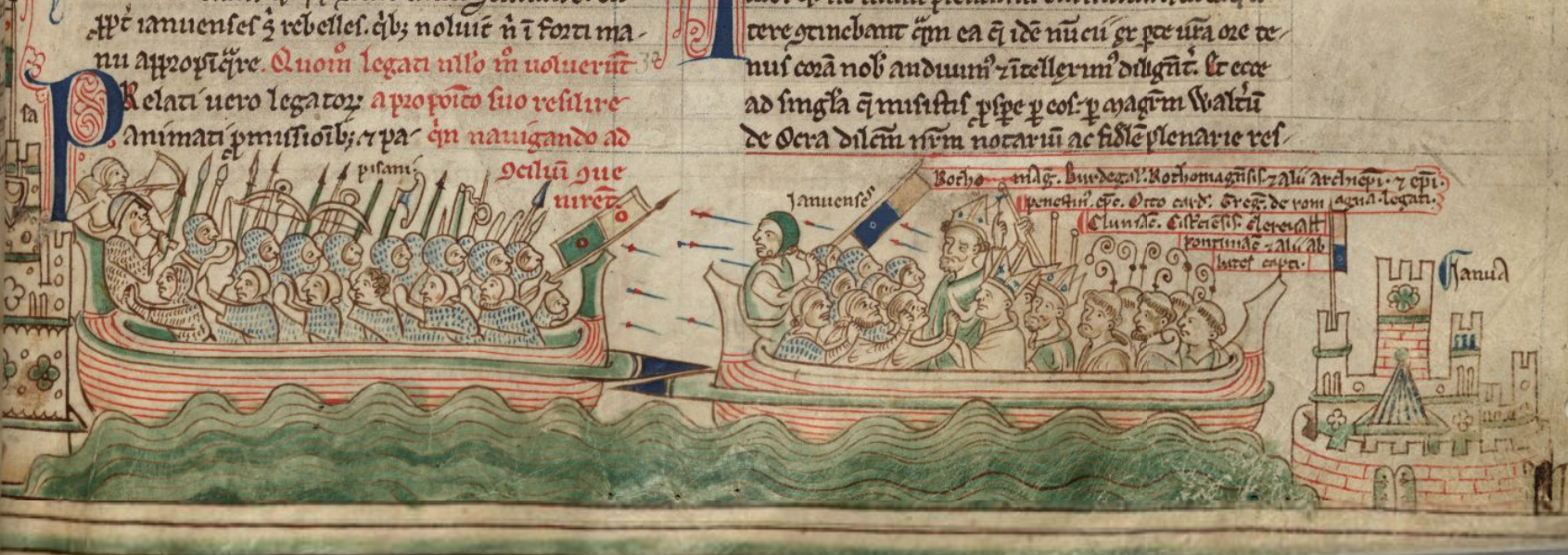
La bataille de Giglio est représentée dans la Chronica Maiora de Matthieu Paris (1259).

L'Empereur contrôlait la route terrestre à travers l'Italie centrale et Rome était ainsi coupée de la région septentrionale par voie terrestre. Les membres du futur concile se rassemblèrent à Nice, où ils furent d'abord transportés par une flotte de la république maritime de Gênes, alors dirigée par un gouvernement guelfe, dans son port. Les deux légats, Jacques de Palestrina et Otto de San Nicola, négocièrent avec les Génois pour obtenir 32 galères armées pour le transport ultérieur par mer jusqu'à Rome, et dès que les ambassades des villes lombardes auraient embarqué, le voyage devait commencer. Lorsque Frédéric II apprit ce projet, il ordonna en mars 1241 à ses vicaires prévalant en Lombardie, Marino di Ebulo et Oberto Pallavicini, d'attaquer Gênes par voie terrestre.
L'Empereur dut renforcer sa flotte sicilienne pour mettre les Génois sous pression depuis la mer. Il disposait de 27 galères armées sous le commandement de son fils Enzio et l'amiral Ansaldo de Mari, un noble génois du parti gibelin. Cette flotte navigua ensuite vers la république de Pise, ennemi juré de Gênes et farouchement gibeline. La flotte pisane de 40 galères était sous le commandement d'Ugolino Buzaccherini.
Le 25 avril, la flotte guelfe appareilla de Gênes, mais se dirigea d'abord vers Portofino où elle mouilla pendant un jour ou deux. Lorsque les équipages apprirent qu'Oberto Pallavicino attaquait la ville de Zolasco, ils envisagèrent de leurs venir en aide, mais les deux légats l'en empêchèrent en insistant avec succès pour un départ rapide vers Rome. Lors d'une autre escale à Porto Venere, ils apprirent l'union entre la flotte sicilienne et celle de Pise, et se retrouvèrent donc avec un ennemi entre eux et leur destination. Ils réussirent à passer devant Pise, mais pas inaperçus puisque la flotte impériale émergeait déjà entre les îles de Montecristo et Giglio. De la bataille, Matthieu Paris a noté :

« S'en suivit alors un combat naval des plus sanglants entre les Pisans ... et les Génois au cours duquel les Génois furent vaincus, et les prélats et légats furent faits prisonniers, à l'exception de certains qui furent tués ou noyés. »

Lors de l'engagement suivant, la flotte impériale s'avéra supérieure à celle des Génois, d'autant plus que les nombreux passagers et leurs bagages handicapèrent les Génois dans la défense adéquate de leurs navires, qui ne pouvaient donc offrir qu'une faible résistance pour échapper à la menace de naufrage.
Le camp impérial réussit à couler 3 galères et à en capturer 22. La bataille aurait causé du coter guelfe la mort ou capture de 2 000 à 4000 soldats, marins et prêtres,,,, et permit la capture des prélats remarquables ainsi que les trésors et la correspondance. Les pertes coter gibelin sont inconnues.

## Issu du combat et conséquences
La capture de la flotte génoise fut un grand succès pour l'empereur Frédéric II. Presque tous les hauts dignitaires du concile tombèrent entre ses mains. Parmi eux, on comptait les trois légats pontificaux ; les archevêques de Rouen, de Bordeaux et d'Auch ; les évêques de Carcassonne, d'Agde, de Nîmes, de Tortone, d'Asti et de Pavie ; les abbés de Cîteaux, de Clairvaux, de Cluny, de Fécamp, de l'abbaye de la Merci-Dieu et de l'abbaye Notre-Dame du Pesquié,. Ils furent d'abord amenés à Pise et à San Miniato, puis transférés en captivité à Naples et dans d'autres forteresses du sud. Les prélats principalement sauvés et ayant réussi à échapper à la capture étaient ceux d'Espagne et d'Arles. 
L'empereur Frédéric II proclama sa victoire comme un jugement de Dieu et un symbole contre l'illégalité de sa persécution par le pape Grégoire IX. Le comune de Pise fut excommunié par le pape Grégoire IX et l'interdit dura jusqu'en 1257.
Ce n'est qu'avec la mort étonnamment rapide du pape Grégoire IX en août 1241 que la situation semblait d'abord se détendre. En signe de bonne volonté, Frédéric II fit libérer les légats pour faciliter l'élection d'un nouveau pape. Le nouveau pape élu, Innocent IV, se révéla cependant être un adversaire tout aussi intransigeant que son prédécesseur. En 1244, il prit son siège en exil à Lyon, où cette fois-ci la convocation du premier concile de Lyon fut réalisée, qui déposa formellement l'empereur.
Ansaldo da Mare profita de la fortune résultant de cette victoire pour acquérir des terres au nord du cap Corse, constituant là la seigneurie de sa famille pour plusieurs siècles.